# Laski (województwo kujawsko-pomorskie)
Laski – wieś borowiacka w Polsce położona w województwie kujawsko-pomorskim, w powiecie tucholskim, w gminie Śliwice, na obszarze Borów Tucholskich.
W latach 1975–1998 miejscowość administracyjnie należała do województwa bydgoskiego. Według Narodowego Spisu Powszechnego (III 2011 r.) liczyła 128 mieszkańców. Jest jedenastą co do wielkości miejscowością gminy Śliwice.